# Rogla (miejscowość)
Rogla – wieś w Słowenii, w gminie Zreče. 1 stycznia 2018 liczyła 5 mieszkańców.